# Gnaius Domitius Ahenobarbus (consul in 122 v.Chr.)
Gnaius Domitius Ahenobarbus was een zoon van Gnaius Domitius Ahenobarbus (consul suffectus in 162 v.Chr.).
In 129 v.Chr. was hij als legatus legionis onder consul Manius Aquillius aanwezig in Pergamum en hielp mee het conflict tussen Rome en prins Aristonicus, de zoon van koning Eumenes II, te beëindigen.
In 122 v.Chr. was hij, samen met Gaius Fannius, consul en werd met enkele Romeinse legioenen richting de Allobroges gestuurd. Deze Gallische stam had de koning van de Salluvii, Teutomalius, een vijand van de Romeinen, onderdak geboden en daarmee de woede van Rome op hun hals gehaald. Tijdens de slag bij Vindalium (122 v.Chr.) wist Ahenobarbus, mede door de angst die zijn olifanten zaaiden onder de Gallische krijgers, een glansrijke overwinning te halen op de troepen van de Allobroges en de Arverni. Na dit militaire succes paradeerde hij pompeus, gezeten op een olifant, en gevolgd door zijn legioenen door zijn provincia om aan ieder kenbaar te maken dat Rome gezegevierd had. (Hierbij moet opgemerkt worden dat Ahenobarbus wel degelijk een belangrijke overwinning had behaald maar dat de pacificatie van het gebied nog lang niet voltooid was; de daadwerkelijke onderwerping van de Gallische stammen in dit gebied vond pas plaats in 120 v.Chr.). Tijdens zijn aanwezigheid in Gallia versterkte Ahenobarbus het kampement in de buurt van de stad Narbo en liet hij tevens de via Domitia aanleggen. In 121 v.Chr. werd Ahenobarbus als proconsul opgevolgd door Q. Fabius Aemiliani Maximus, maar bleef dat jaar nog wel militair actief in de regio.
Na zijn terugkeer in Rome in 120 v.Chr. verkreeg Cn. Ahenobarbus voor zijn militaire successen het recht om een triomftocht te houden. Tijdens deze ceremoniële tocht dwars door Rome werd de geboeide Arvernische koning Bituitus (die op verraderlijke wijze in handen van de Romeinen was gevallen), gedwongen mee te lopen als oorlogtrofee.
In 115 v. Chr werd Ahenobarbus, samen met Lucius Caecilius Metellus Diadematus, aangesteld als censor en schrapte 22 senatoren uit de Senaatslijst. Later werd hij ook nog aangesteld als pontifex maximus.

## Voetnoten
1. ↑  Livius, Epitoma, 61; Florus, Historia Romanorum, III, 2; Strabo, Geographica, IV, 2, § 3; Cicero, Oratio pro Fonteio, 12; Brutus, 26; Velleius Paterculus, II, 10, 39.
2. ↑  Cicero, Oratio pro Fonteio, 8.
3. ↑  Liv. Epit. 62; Cic. pro Cluent.42.
4. ↑  Suetonius, Nero, 2.